# Форд Мадокс Форд
Форд Мадокс Форд (на английски: Ford Madox Ford) е английски редактор, литературен критик, поет и писател на произведения в жанра драма, исторически роман и документалистика. Писал е и под псевдонимите Даниел Чосър (Daniel Chaucer) и Фенил Хейг (Fenil Haig). Редактор е на списанията „Английски преглед“ и „Трансатлантически преглед“ играят важна роля в развитието на английската литература в началото на 20 век.

## Биография и творчество
Форд Мадокс Форд, с рожд. име Форд Херман Хюфер, е роден на 17 декември 1873 г. в Мертън, сега Лондон, Съри Англия, в семейството на Франсис Хюфер и Катрин Мадокс Браун, музикант и художничка. Има двама по-малки братя. Баща му умира през 1889 г. и той отраства при дядо си в Лондон. Завършва Университетското училище в Лондон. През 1894 г. заедно с приятелката си Елси Мартиндейл бягат от училище и на 17 май се женят в Глостър. Имат две дъщери. После живеят в Бонингтън, а от 1901 г. в Уинчелси. Съседи са му Хенри Джеймс, Стивън Крейн и Хърбърт Уелс. През 1904 г. получава агорафобия вследствие на финансови и брачни проблеми, и прекарва известно време със семейството в Германия за лечение.
През 1908 г. Форд основава списанието „Английски преглед“, в което публикува творби на Томас Харди, Хърбърт Уелс, Джоузеф Конрад, Хенри Джеймс, Мей Синклер, Джон Голсуърти и Уилям Бътлър Йейтс, и дебютират авторите Езра Паунд, Уиндъм Люис, Дейвид Хърбърт Лорънс и Норман Дъглас.
След началото на Първата световна война работи към Бюрото на британската военна пропаганда с Арнолд Бенет, Гилбърт Кийт Честъртън, Джон Голсуърти, и др. След като написва две двете пропагандни книги, на 41-годишна възраст на 30 юли 1915 г. се включва в британската армия като офицер към полка на Уелч и е изпратен във Франция. На фронта се разболява и получава обгазяване, след което се лекува във Франция и до края на войната служи в тила. Впечатленията си от войната влага в трилогията си „Краят на парада“ (1924 – 1928), чийто сюжет се развива в Англия и на Западния фронт преди, по време и след Първата световна война.
След войната променя фамилията си на Форд, защото Хюфер звучи много германски на фона общата германофобия. Разделя се със семейството си, но заради католическата си вяра съпрузите не се развеждат. В периода 1918 – 1927 г. живее с 20 години по-младата австралийска художничка Стела Боуен, с която имат дъщеря – Джулия. През 1923 г. се установяват в Париж, в колонията на френските художници.
През 1924 г. основава списанието „Трансатлантически преглед“, което има голямо влияние върху съвременната литература. Той се сближава с артистичната общност в Латинския квартал на Париж, сприятелява се с Джеймс Джойс, Ърнест Хемингуей, Гертруд Стайн и Джийн Рис, които публикува в списанието.
През 1927 г. се установява във Франция, като превръща стара мелница в Авиньон в свой дом и работилница. В последните години от връзката си със Стела Боуен прави лекционни турове в САЩ. През 1930 г. се запознава с американската художничка Джанис Биала, с която живее до края на живота си.
Форд Мадокс Форд е автор на над 60 творби: романи, сборници със стихотворения, критика, пътеписи, есета и мемоари. Произведенията му включват „Добрият войник“, тетралогията „Краят на парада“, и трилогията „Петата кралица“. Той си сътрудничи с Джоузеф Конрад за романите „Наследниците“, „Романтика“ и други произведения. Романът му „Добрият войник“ е екранизиран през 1981 г. в успешния телевизионен филм с участието на Джеръми Брет, а трилогията му „Краят на парада“ през 2012 г. в едноименния сериал с участието на Бенедикт Къмбърбач, Ребека Хол и Рупърт Евърет.
Форд Мадокс Форд умира на 26 юни 1939 г. в Довил, Франция.

## Произведения

### Самостоятелни романи
- The Feather (1892)
- The Shifting of the Fire (1892) – с Джоузеф Конрад
- The Questions at the Well (1893)
- The Queen Who Flew (1894)
- Romance (1900) – с Джоузеф Конрад
- The Inheritors (1901) – с Джоузеф Конрад
- The Benefactor (1905)
- Hans Holbein (1905)
- An English Girl (1907)
- The Spirit of the People (1907)
- Mr. Apollo (1908)
- The 'Half Moon' (1909)
- The Nature of Crime (1909) – с Джоузеф Конрад
- A Call (1910)
- The Portrait (1910)
- Songs from London (1910)
- High Germany (1911)
- Ladies Whose Bright Eyes (1911)
- The Simple Life Limited (1911)
- The New Humpty-Dumpty (1912)
- The Panel (1912)
- The Desirable Alien (1913) – с Вайлет Хънт
- The Young Lovell (1913)
- Mr. Fleight (1914)

- The Good Soldier (1915)
Добрият войник, изд. „Панорама“ (2015), прев. Йордан Костурков
- Zeppelin Nights (1916) – с Вайлет Хънт
- The Marsden Case (1923)
- Mr. Bosphorus and the Music (1923)
- A Mirror to France (1924)
- New York Is Not America (1927)
- A Little Less Than Gods (1928)
- Parade's End (1928)
- No Enemy (1929)
- Return to Yesterday (1931)
- When the Wicked Man... (1931)
- The Rash Act (1933)
- Henry for Hugh (1934)
- Provence (1935)
- Vive le Roy (1936)
- The Great Trade Route (1937)

### Серия „Петата кралица“ (The Fifth Queen)
1. The Fifth Queen (1906)
Петата кралица, изд. „Нов Златорог“ (1992), прев. Христо Кънев (в 2 тома)
2. Privy Seal (1907)
Лорд-пазителят на печата: Последният му дързък ход, изд. „Нов Златорог“ (1992), прев. Христо Кънев
3. The Fifth Queen Crowned (1908)

### Серия „Краят на парада“ (Parade's End)
1. Some Do Not (1924)
2. No More Parades (1925)
3. A Man Could Stand Up (1926)
4. The Last Post (1928)

### Сборници
- The Brown Owl (1892)
- Poems for Pictures and Notes for Music (1900) – поезия
- The Face of Night (1904) – поезия
- Christina's Fairy Book (1906)
- From Inland (1907) – поезия
- Collected Poems (1913) – поезия
- On Heaven, and Poems Written on Active Service (1918) – поезия
- Women and Men (1923)
- New Poems (1927) – поезия
- Buckshee (1966) – поезия

### Документалистика
- The Cinque Ports (1900)
- Rossetti (1902)
- The Soul of London (1905)
- The Heart of the Country (1906)
- The Pre-Raphaelite Brotherhood (1907)
- Ancient Lights and Certain New Reflections (1911)
- The Critical Attitude (1911)
- Henry James (1913)
- Between St. Dennis and St. George (1915)
- When Blood Is Their Argument (1915)
- Thus to Revisit (1921)
- Joseph Conrad (1924)
- New York Essays (1927)
- The English Novel (1929)
- It Was the Nightingale (1934)
- Mightier Than the Sword (1937)
- Portraits from Life (1937)
- The March of Literature (1938)
- Critical Writings (1964)
- Letters (1965)
- Pound/Ford (1982) – с Езра Паунд
- Return of the Good Soldier (1983) – с Вайлет Хънт
- Memories and Impressions (1985)
- Antaeus 56 (1986)
- The History of Our Own Times (1988)
- England and the English (2000)
- This Monstrous Regiment of Women (2000)

### Екранизации
- 1927 The Road to Romance – по романа „Romance“
- 1964 Theatre 625 – ТВ минисериал, 3 епизода
- 1981 The Good Soldier – ТВ филм
- 2012 Parade's End – ТВ минисериал, 5 епизода